# Nhị vương (Xiêm)

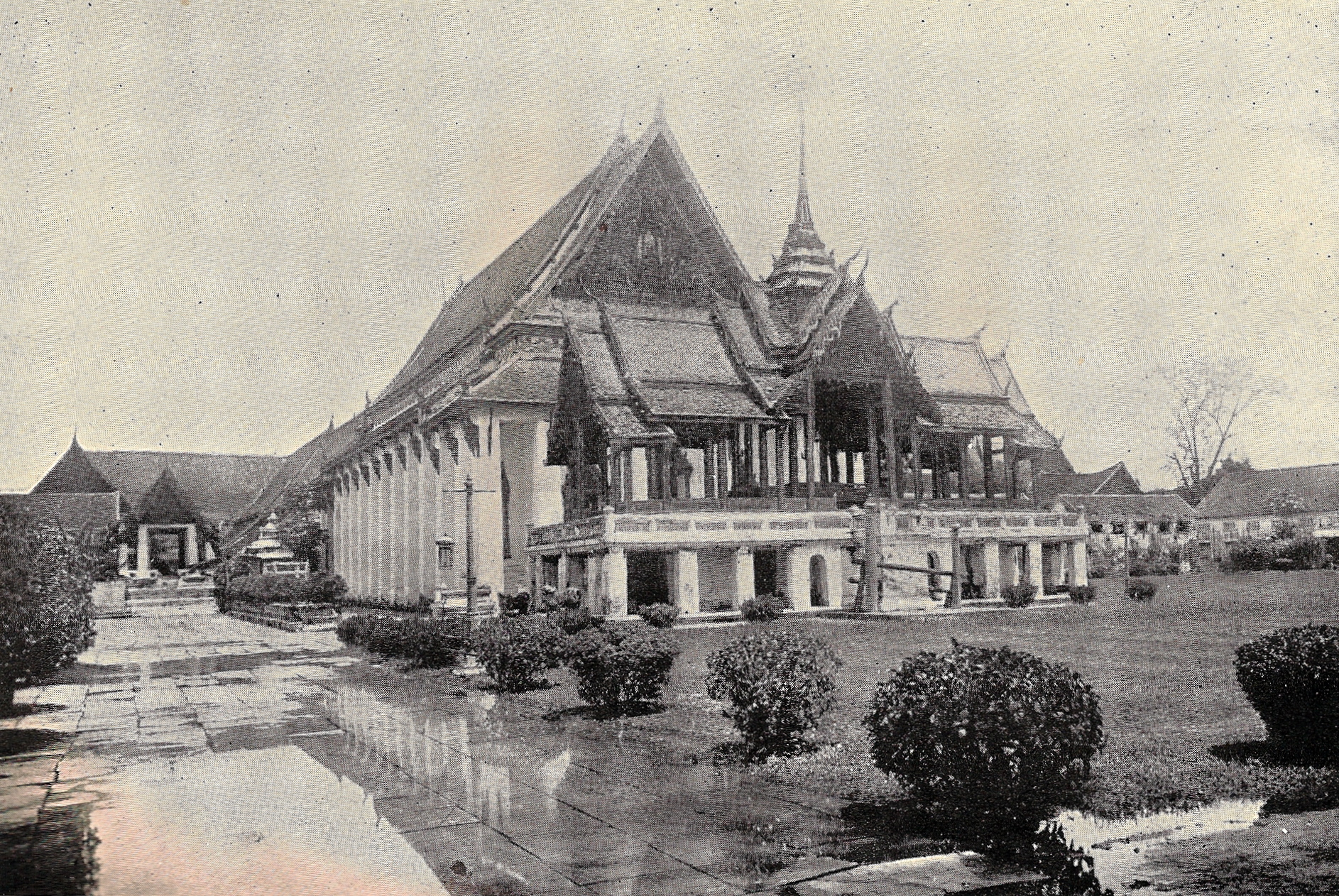
Tiền cung hay Cung điện Phra Bowon Ratcha Wang (พระราชวังบวรสถานมงคล), cung điện của Nhị vương.

Nhị vương (chữ Hán: 二王), đệ nhị vương (tiếng Thái: กรมพระราชวังบวรสถานมงคล Krom Phra Ratcha Wang Bowon Sathan Mongkol) hay Tiền cung (tiếng Thái: วังหน้า Wang Na), là uparaja của Xiêm.

## Danh sách Nhị vương Xiêm

### vương quốc Ayutthaya
- Ramesuan (1438–1448)
- Chetta (1485–1491)
- Chairacha (1485–1491)
- Chan (1548, 42 ngày)
- Ramesuan (1548–1563)
- Mahin (1564–1568)
- Naresuan (1571–1590)
- Ekathotsarot (1605–1610)
- Sutat (1605–1610)
- Si Sorarak (1620, 10 ngày)
- Narai (1656, 2 tháng và 17 ngày)
- Sorasak (1688–1703)
- Phet (1703–1708)
- Phon (1708–1732)
- Maha Senaphithak (1732–1746)
- Phonphinit (1757–1758)

### vương triều Thonburi
- Inthraphithak (1767–1782)

### vương quốc Rattanakosin
- Maha Sura Singhanat (Sô Si,[1] 1782–1803)
- Isarasundhorn (Chiêu Lục Thư,[1] 1806–1809)
- Maha Senanurak (Oan Na, Chiêu Oan Na,[1] 1809–1817)
- Maha Sakdiphonlasep (Miễn Phun La Thiệp,[1] 1824–1832)
- Pinklao (Ô Thiệt[2], Ô Thiệt vương[3], 1851–1865)
- Vichaichan (1868–1885)